# Brahіn rajon
Brahіn rajon (belarusiska: Брагінскі раён: Brahinski rajon, även Bragіn rajon ryska: Брагинский район: Braginskij rajon) är ett distrikt i Belarus. Det ligger i Homels voblast, i den sydöstra delen av landet, 300 km sydost om huvudstaden Minsk. Huvudort är Brahіn.